# Kasnakowo
Kasnakowo (bułg. Каснаково) – wieś w południowej Bułgarii, w obwodzie Chaskowo, w gminie Dimitrowgrad.
Kasnakowo położene jest w dolinie Banskiej reki.
Niedaleko wsi znajduje się świątynia Afrodyty i nimf.